# Chauliognathus kershawi
Chauliognathus kershawi là một loài bọ cánh cứng trong họ Cantharidae. Loài này được Lea miêu tả khoa học năm 1909.